# 陳堯佐
陈尧佐（963年—1044年10月25日），字希元，号知餘子，阆州阆中新井县（今四川省南充市南部县）人。北宋大臣，官至同中书门下平章事、集贤殿大学士，太子太师致仕，追赠司空兼侍中，谥号文惠。

## 生平

陳堯佐任兩浙轉運副使期間發明的柴塘模型

宋太宗端拱元年（988年）考中进士，授魏县县尉。歷官翰林学士、枢密副使、参知政事。工書法，喜歡寫特大的隸書字，《宋史》說他：“善古隸八分，為方丈字，筆力端勁，志猶不衰。”宋真宗咸平初，因上諫觸怒真宗，遭貶任潮州通判，咸平二年（999年）建韓吏部祠於金山麓夫子廟正室東廂。宋仁宗時官至宰相，景祐四年（1037年），拜同中書門下平章事。陳堯佐又是水利專家。仁宗慶曆四年（1044年）卒。贈司空兼侍中，諡文惠。

## 家族
祖籍河朔。高祖父陈翔曾任阆州新井县令，遂落籍于阆州首县阆中县。
父陈省华，后蜀西水县尉；尧佐为次子。

## 著作
著有《潮陽編》、《野廬編》、《遣興集》、《愚邱集》等。

## 延伸阅读
[在维基数据编辑]
 在维基文库阅读此作者作品
 《宋史/卷284》，出自脱脱《宋史》